# Travis Kvapil
Pour les articles homonymes, voir Kvapil.
Statistiques en NASCAR Cup Series
Dernière mise à jour : 11 mars 2017 
Travis Kvapil est un pilote américain de NASCAR Cup Series né le 1er mars 1976 à Janesville, Wisconsin. 

## Carrière
Il pilote la voiture no 33 à temps partiel et fut champion de la Craftsman Truck Series (3e division de la NASCAR) en 2003.